# Zorra teumesia
En la mitología griega, la zorra teumesia (en griego: Τευμησ(σ)ία ἀλώπηξ, Teumēs(s)ía alṓpēx) era un zorra prodigiosa relacionada con el ciclo tebano y que aparece en un fragmento de Los epígonos. El animal fue enviado como un azote para los tebanos pues tenía una cualidad excepcional: estaba destinada a no ser nunca capturada.
Esta criatura permanece innominada y su nombre proviene del pueblo de Teumeso. A pesar de que los textos en español suelen usar el género femenino lo cierto es que el animal en los textos griegos nunca se especifica su género. Ninguna fuente nos revela quiénes fueron los progenitores de la criatura pero como excepción una fuente especifica que Edipo no solo mató a la Esfinge de Tebas sino que también hizo lo mismo con la zorra teumesia.

## Textos mitográficos

### En el ciclo tebano
Focio nos resume el papel de la zorra teumesia en su crestomatía sobre el ciclo épico. Dice que la criatura fue enviada por los dioses para castigar a los descendientes de Cadmo, y que por ello los tebanos excluyeron a los miembros de la casa de Cadmo del trono. Pero el ateniense Céfalo, hijo de Deyón, era propietario de un sabueso (Lélape) del que ninguna bestia escapaba jamás. Céfalo había matado accidentalmente a su esposa Procris y, tras ser purificado del homicidio por los cadmeos, cazó al zorro con su sabueso. Cuando el sabueso y la zorra se tocaron fueron convertidos ambos en piedra, cerca de Teumeso.

### Variantes mitográficas
Los autores posteriores fueron añadiendo detalles que completarían la historia citada en Los epígonos. Apolodoro dice que Anfitrión partió hacia Atenas y persuadió a Céfalo a que, a cambio de una parte del botín de los teléboas, llevase a la cacería el perro que Procris había traído de Creta, obsequio de Minos. También añade que Zeus fue el responsable de transformar a ambos (el perro y la zorra) en piedra. Pausanias cuenta que Teumeso fue el lugar donde se dice que Zeus escondió a Europa. También hay otra leyenda que habla de cómo debido a la ira de Dioniso la bestia fue criada para destruir a los tebanos, y que la propia Artemisa le había dado a Procris el sabueso. Antonino Liberal añade que cada treinta días los tebanos exponían a un niño y la zorra lo cogía y se lo comía. Anfitrión había pedido ayuda a Creonte y a los cadmeos para hacer la guerra contra los teleboas. Estos se negaron a menos que él les ayudara a acabar con la zorra. Entonces Zeus, que planeaba un destino para Tebas, fue cuando convirtió en piedra a los animales. En De Astronomica se nos aclara que la zorra era tan veloz que podía correr más rápido que cualquier perro. Así que cuando los dos animales se encontraron, Júpiter, viendo el dilema que el sabueso estaba siempre destinado a capturar su presa y la zorra a nunca ser capturada, no tuvo más remedio que terminar con esta paradoja dándoles formas pétreas. Ovidio también ofrece sus variantes. Dice que tras la muerte de la Esfinge apareció como plaga la zorra y que ambos animales se convirtieron en estatuas de mármol.